# Codex Zacynthius
Codex Zacynthius designado por Ξ ou 040 (Gregory-Aland), A1 (von Soden), é um manuscrito uncial grego dos Evangelhos, datado pela paleografia para o século VI.
Actualmente acha-se no British and Foreign Bible Society (Ms. 24) em Londres.

## Descoberta
Contém 89 folhas (36 x 29 cm) do Evangelho segundo Lucas, e foi escrito em duas colunas por página. Ele não contém respiração e acentos. Ele é um palimpsesto.
Conteúdos
Lucas 1,1-9.19-23.27.22.30-32.36-66.77-2,19.21.22.33-39; 3,5-8.11-20; 4,1.2.6-20.32-43; 5,17-36; 6,21-7,6.11-37.39-47; 8,4-21.25-35.43-50; 9,1-28.32.33.35.41-10,18.21-10;  1,1.2.3.4.24-30.31.32.33

## Texto
O texto grego desse códice é um representante do Texto-tipo Alexandrino. Aland colocou-o na Categoria III.